# Horand von Grafrath
Horand von Grafrath (1er janvier 1895, Francfort-sur-le-Main – après 1899) (auparavant appelé Hektor Linksrhein) est le premier berger allemand et la base génétique des bergers allemands modernes.

## Histoire
Tout au long de l’histoire, les chiens ont été élevés dans le but d’accomplir une tâche spécifique, et l’une des tâches les plus courantes était de garder les moutons. L'élevage sélectif accentue les caractéristiques souhaitées pour l'accomplissement de leur tâche spécifique, ce qui a conduit l'espèce des chiens à devenir l'une des plus diversifiées ayant jamais existé. Les éleveurs européens n'ont prêté que peu d'attention à l'apparence du chien jusqu'à la fin du XVIe siècle, jusqu'à ce que les membres de l'aristocratie commencent à les prendre comme animaux de compagnie. À l'époque victorienne, les chiens de compagnie sont monnaie courante, en plus des chiens de travail, et les expositions et compétitions canines deviennent des événements populaires.
Les chiens de berger en Allemagne sont eux aussi diversifiés, allant de chiens dégingandés aux cheveux bouclés à des chiens costauds aux oreilles tombantes. Les bergers de Thuringe, eux, préfèrent élever leurs chiens pour leur donner une apparence semblable à celle du loup : pelage gris, un museau fin et oreilles dressées. À la fin du XIXe siècle, divers pays commencent à créer des races standardisées pour leur population, et l’Allemagne leur embraye le pas.
Une société nommée Phylax Society (en) se forme en Allemagne en 1891, dans le but de normaliser les races de chiens. La société est dissoute en 1894, mais ses membres continuent à en promouvoir les vues ; l'un d'eux est le capitaine Max von Stephanitz, considéré comme le père du berger allemand.
Horand naît le 1er janvier 1895 à Francfort en Allemagne, chez l'éleveur Friedrich Sparwasser ; il est de la même portée que le célèbre chien de Sparwasser, Luchs. Alors nommé Hektor, Horand est un chien de berger de Thuringe, une région d'Allemagne connue pour élever des chiens d'apparence grisâtre ressemblant à des loups et pourvus d'oreilles hautes et dressées. Horand von Grafrath est engendré par Kastor, le fils du chien de compétition Pollux, et mis bas par Lene (femelle de chez Sparwasser). Horand a une robe gris-jaune.

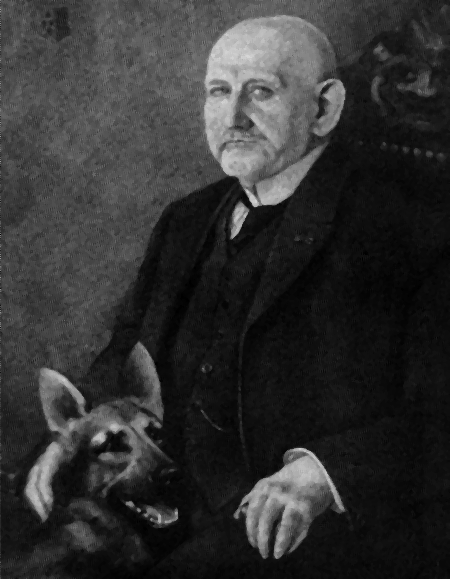
Max von Stephanitz (1864-1936).

Vendu par Sparwasser à un tiers anonyme, Horand est racheté par Anton Eiselen. En 1899, Eiselen présente Horand à une exposition canine à laquelle assiste l'éleveur Max von Stephanitz. Celui-ci voit le chien, alors nommé Hektor Linksrhein, et est tellement impressionné par l'intelligence, la force et l'obéissance de l'animal qu'il l'achète pour 200 marks-or allemands.
Von Stephanitz cherche à combiner les meilleures caractéristiques des bergers de Thuringe du Nord avec les bergers du Wurtemberg du Sud. Mais il ne souhaite pas comme la Phylax Society élever des chiens pour leur apparence physique et leur valeur commerciale, il est d'avis que les éleveurs commerciaux ont tendance à élever du « chien de luxe » pour le profit mais en négligeant la santé et l'amélioration de la race, et il préfère les éleveurs amateurs qui privilégient l'intelligence et la valeur de travail. Après avoir acheté le chien, il crée le Verein für Deutsche Schäferhunde (Société des chiens de berger allemand).
Admirant le chien pour sa « fidélité obéissante envers [son] maître » , von Stephanitz change le nom d'Hektor en Horand von Grafrath et le fait enregistrer comme race,, ; Horand devient ainsi le premier chien officiellement enregistré comme « Berger allemand » (numéro d'enregistrement SZ1) : « Deutscher Schäferhund » (littéralement : chien de berger allemand).
Il n'est néanmoins pas le seul chien à engendrer des chiots qui vont devenir la race connue sous le nom de berger allemand, car de nombreux chiens sont enregistrés à cette époque, notamment son frère Luchs (SZ155), ses parents (SZ153 et SZ156) et ses grands-parents paternels (SZ151) et SZ154). Cependant, les héritiers de Horand continuent à dominer les expositions canines et les championnats, et presque tous les bergers allemands modernes en descendent directement ou indirectement.
De nombreux éleveurs de l'époque considèrent alors Horand comme l'exemple de ce que doit être un chien de travail bien équilibré.
Il y a été parfois affirmé que certains des premiers bergers pré-allemands étaient en partie des loups, affirmations rejetées par von Stephanitz, qui avance comme arguments la constitution de ces chiens, leur nature amicale, leur amour des enfants et leur obéissance.

Le tempérament d'Horand reflète les caractéristiques pour lesquelles la race est connue. Chien sensible, de nature curieuse et enjouée, et très intelligent, il peut être enclin à commettre des méfaits lorsqu'il s'ennuie, mais il est motivé et énergique, doté de bonnes capacités d'évaluation des menaces et de liens familiaux. Von Stephanitz le décrit ainsi :
... un gentleman avec une joie de vivre sans limites. Bien que non dressé dans son enfance, néanmoins obéissant au moindre signe de tête lorsqu'il est aux côtés de son maître ; mais lorsqu'il est livré à lui-même, c'est le coquin le plus fou, le voyou le plus sauvage et un incorrigible provocateur de conflits. Jamais oisif, toujours en mouvement, bien disposé envers les gens inoffensifs, mais pas grinçant, fou d'enfants et toujours amoureux. Que ne serait-il pas arrivé à un tel chien, si nous avions eu à l'époque une formation militaire ou policière ? Ses défauts étaient ceux de son éducation, et non de sa souche. Il souffrait d'une énergie refoulée, ou mieux, d'un excès d'énergie inemployée, car il était au paradis quand quelqu'un s'occupait de lui, et c'était alors le chien le plus docile.
Horand a engendré de nombreux chiots. Sa progéniture la plus célèbre fut Hektor von Schwaben, qui produisit plus tard Heinz von Starkenburg, Beowolf et Pilot. Ces trois étalons ont été utilisés dans des programmes de sélection ultérieurs ; leur progéniture est ainsi à l'origine de tous les bergers allemands modernes.